# Adrien Hunou
Adrien Hunou (Évry, 19 gennaio 1994) è un calciatore francese, attaccante del Clermont Foot.

## Caratteristiche tecniche
Ha ricoperto diversi ruoli di centrocampo, prima che Julien Stéphan nel Rennes lo spostasse in attacco. Compensa l'esile fisico con la velocità e la spiccata propensione a leggere il gioco.

## Carriera

### Club
Il 24 agosto 2013 esordisce nel Rennes, prendendo il posto di Nélson Oliveira a pochi minuti dal termine dell'incontro di Ligue 1 vinto (2-1) in trasferta contro l'Évian TG. Il 29 ottobre realizza il gol del vantaggio nel terzo turno di Coupe de la Ligue vinto 2-1 ai tempi supplementari contro il Nancy. Il 2 dicembre firma il primo contratto da professionista.
Inizia la stagione 2014-2015 al Rennes, poi viene prestato in Ligue 2 al Clermont Foot. Debutta il 12 dicembre nel pareggio (2-2) contro il Tours. Il 16 gennaio sigla il primo gol con la maglia del Clermont nel match pareggiato in casa (1-1) contro l'Auxerre. Termina la stagione con 4 reti all'attivo. Nel 2015-2016 gioca nuovamente in prestito al Clermont. Termina la seconda stagione nel Puy-de-Dôme con 7 gol segnati.
Tornato al Rennes, il 21 settembre 2016 realizza da subentrato il gol decisivo nella vittoria (3-2) sull'Olympique Marsiglia. Nella stagione 2017-2018, fuori dai piani dell'allenatore Gourcuff, gioca con maggiore continuità nella gestione di Lamouchi e chiude il campionato a quota 5 gol. Nel 2018-2019, beneficiando dello spostamento in attacco voluto dal nuovo tecnico Stéphan, realizza 7 reti in Ligue 1. Il 27 aprile 2019 vince il primo trofeo personale, la Coppa di Francia conquistata ai rigori contro il Paris Saint-Germain, senza scendere in campo.
Il 3 agosto 2019 realizza il gol del momentaneo vantaggio del Rennes nella Supercoppa di Francia contro il Paris Saint-Germain, persa 2-1 dai rossoneri.

### Nazionale
Ha giocato nelle nazionali giovanili francesi Under-18, Under-19 ed Under-20.

## Statistiche

### Presenze e reti nei club
Statistiche aggiornate al 18 giugno 2025.
| Stagione             | Squadra              | Campionato           | Campionato | Campionato | Coppe nazionali | Coppe nazionali | Coppe nazionali | Coppe continentali | Coppe continentali | Coppe continentali | Altre coppe | Altre coppe | Altre coppe | Totale | Totale |
| Stagione             | Squadra              | Comp                 | Pres       | Reti       | Comp            | Pres            | Reti            | Comp               | Pres               | Reti               | Comp        | Pres        | Reti        | Pres   | Reti   |
| -------------------- | -------------------- | -------------------- | ---------- | ---------- | --------------- | --------------- | --------------- | ------------------ | ------------------ | ------------------ | ----------- | ----------- | ----------- | ------ | ------ |
| 2013-2014            | Rennes 2             | CFA2                 | 4          | 0          | -               | -               | -               | -                  | -                  | -                  | -           | -           | -           | 4      | 0      |
| 2013-2014            | Rennes               | L1                   | 16         | 0          | CF+CdL          | 2+2             | 0+1             | -                  | -                  | -                  | -           | -           | -           | 20     | 1      |
| lug.-dic. 2014       | Rennes               | L1                   | 0          | 0          | CF+CdL          | 0+0             | 0+0             | -                  | -                  | -                  | -           | -           | -           | 0      | 0      |
| dic. 2014-2015       | Clermont Foot        | L2                   | 14         | 4          | CF+CdL          | -               | -               | -                  | -                  | -                  | -           | -           | -           | 14     | 4      |
| 2015-2016            | Clermont Foot        | L2                   | 33         | 7          | CF+CdL          | 2+0             | 0+0             | -                  | -                  | -                  | -           | -           | -           | 35     | 7      |
| Totale Clermont Foot | Totale Clermont Foot | Totale Clermont Foot | 47         | 11         |                 | 2               | 0               |                    | -                  | -                  |             | -           | -           | 49     | 11     |
| 2016-2017            | Rennes 2             | CFA                  | 4          | 3          | -               | -               | -               | -                  | -                  | -                  | -           | -           | -           | 4      | 3      |
| 2017-2018            | Rennes 2             | N2                   | 3          | 0          | -               | -               | -               | -                  | -                  | -                  | -           | -           | -           | 3      | 0      |
| Totale Rennes 2      | Totale Rennes 2      | Totale Rennes 2      | 11         | 3          |                 | -               | -               |                    | -                  | -                  |             | -           | -           | 11     | 3      |
| 2016-2017            | Rennes               | L1                   | 22         | 1          | CF+CdL          | 2+1             | 0+0             | -                  | -                  | -                  | -           | -           | -           | 25     | 1      |
| 2017-2018            | Rennes               | L1                   | 24         | 5          | CF+CdL          | 0+4             | 0+3             | -                  | -                  | -                  | -           | -           | -           | 28     | 8      |
| 2018-2019            | Rennes               | L1                   | 19         | 7          | CF+CdL          | 4+0             | 2+0             | UEL                | 6                  | 2                  | -           | -           | -           | 29     | 11     |
| 2019-2020            | Rennes               | L1                   | 23         | 8          | CF+CdL          | 5+1             | 0+1             | UEL                | 4                  | 1                  | SF          | 1           | 1           | 34     | 11     |
| 2020-apr. 2021       | Rennes               | L1                   | 20         | 4          | CF              | 1               | 0               | UEL                | 3                  | 0                  | -           | -           | -           | 24     | 4      |
| Totale Rennes        | Totale Rennes        | Totale Rennes        | 124        | 25         |                 | 22              | 7               |                    | 13                 | 3                  |             | 1           | 1           | 160    | 36     |
| 2021                 | Minnesota Utd        | MLS                  | 26+1       | 7          | -               | -               | -               | -                  | -                  | -                  | -           | -           | -           | 27     | 7      |
| 2022                 | Minnesota Utd        | MLS                  | 9          | 0          | USOC            | 3               | 2               | -                  | -                  | -                  | -           | -           | -           | 12     | 2      |
| Totale Minnesota Utd | Totale Minnesota Utd | Totale Minnesota Utd | 35+1       | 7          |                 | 3               | 2               |                    | -                  | -                  |             | -           | -           | 39     | 9      |
| 2022                 | Minnesota United 2   | NP                   | 1          | 1          | -               | -               | -               | -                  | -                  | -                  | -           | -           | -           | 1      | 1      |
| 2022-2023            | Angers               | L1                   | 34         | 4          | CF              | 3               | 0               | -                  | -                  | -                  | -           | -           | -           | 37     | 4      |
| 2023-2024            | Angers               | L2                   | 24         | 1          | CF              | 3               | 1               | -                  | -                  | -                  | -           | -           | -           | 27     | 2      |
| Totale Angers        | Totale Angers        | Totale Angers        | 58         | 5          |                 | 6               | 1               |                    | -                  | -                  |             | -           | -           | 64     | 6      |
| 2024-2025            | Angers 2             | N3                   | 11         | 2          | -               | -               | -               | -                  | -                  | -                  | -           | -           | -           | 11     | 2      |
| Totale carriera      | Totale carriera      | Totale carriera      | 288        | 54         |                 | 33              | 10              |                    | 13                 | 3                  |             | 1           | 1           | 335    | 68     |

## Palmarès

### Club

#### Competizioni nazionali
- Coppa di Francia: 1

Rennes: 2018-2019

### Nazionale
- Torneo di Tolone: 1

2015

### Individuale
- Capocannoniere della Coupe de la Ligue: 1

2017-2018 (3 reti)